# コルトン・アイバーソン
コルトン・ミラー・アイバーソン（Colton Miller Iverson、1989年6月29日 - ）は、アメリカ合衆国の男子バスケットボール選手である。身長212cm、体重116㎏で、ポジションはセンター。Bリーグ・B1リーグの秋田ノーザンハピネッツに所属していた。

## 大学での成績
7フッターのセンターであるアイバーソンはヤンクトンにあるヤンクトン高校を卒業後、タビー・スミスが指導するミネソタ大学に進学した。アイバーソンはミネソタにおいて1試合平均5.3得点、4.3リバウンド (バスケット)の記録を残した。
2010-11シーズンを終えたアイバーソンはさらなる出場時間を求めてコロラド州立大学に移籍した。コロラドでアイバーソンは攻撃の中心となり、いずれもチーム内1位となる1試合平均14.2得点、9.8リバウンドを記録して、AP通信が選ぶマウンテンウエストカンファレンスのファーストチームと、全米オナラブルメンションに選ばれた。

## プロでの経歴

### 2013–14シーズン
2013年6月27日に行われた2013年のNBAドラフトにおいて、アイバーソンは53位でインディアナ・ペイサーズに指名され、その直後ボストン・セルティックスにトレードされた。同年7月にはセルティックスの一員としてNBAサマーリーグに参加した。
8月2日、アイバーソンはトルコ、ターキッシュ・バスケットボール・リーグのベシクタシュJK_(バスケットボール)と1年契約を結んだ。

### 2014–15シーズン
2014年7月のNBAサマーリーグに、アイバーソンは再びセルティックスの一員として参加した。8月12日にはスペイン、リーガACBのサスキ・バスコニアと、1年契約延長オプション付きの1年契約を結ぶ。アイバーソンは第17節のオブラドイロCAB戦で14得点15リバウンドを記録し、週間MVPに選ばれた。

### 2015–16シーズン
2015年7月17日、サスキ・バスコニアは契約延長オプションを行使することを決定した。しかし8月14日、アイバーソンはトルコのカルシャカと契約を結びサスキ・バスコニアはこれに対抗して法的措置を講じた。
2016年8月25日、ボストン・セルティックスはアイバーソンの保有権を放棄し、アイバーソンは他のNBAチームと契約できるようになった。

### 2016–17シーズン
2016年9月8日、アイバーソンはイスラエルのマッカビ・テルアビブと1年契約を結び、2017年のイスラエル・バスケットボール・ステート・カップ獲得に貢献した。

### 2017–18シーズン
2018年1月24日、アイバーソンはBCアンドラと契約し、再びリーガACBでプレイすることになった。

### 2018–19シーズン
2018年7月16日、アイバーソンはイベロスター・テネリフェと2018-19シーズンの契約を結んだ。

### 2019–20シーズン
2019年7月11日、アイバーソンはロシアのBCゼニト・サンクトペテルブルクと契約し、ユーロリーグとロシア国内のVTBユナイテッドリーグに出場した。アイバーソンは1試合平均6得点、4リバウンドを記録した。2020年7月10日に退団した。

### 2020–21シーズン
2020年9月10日、アイバーソンはオーストラリアのナショナル・バスケットボール・リーグに参加しているニュージーランド・ブレイカーズと契約した。

### 2021–22シーズン
2021年6月24日、アイバーソンはBリーグの秋田ノーザンハピネッツと契約した。

## 参考資料
1. 1 2 3 4  『【新入団】コルトン・アイバーソン選手契約合意のお知らせ』（プレスリリース）秋田ノーザンハピネッツ、2021年6月24日。2021年6月24日閲覧。
2. ↑  “Colton Iverson Stats”. Sports-Reference.com. 2021年6月24日閲覧。
3. ↑  Rayno, Amelia (2013年3月7日). “Colton Iverson: "I felt I had a lot more to offer a program."”. StarTribune.com. 2013年5月8日閲覧。
4. ↑  “CSU's Iverson earns honorable mention All-America nod”. KKTV.com (2013年4月1日). 2013年5月8日閲覧。
5. ↑  “Celtics Acquire Olynyk, Iverson”. NBA.com (2013年6月28日). 2015年9月16日閲覧。
6. ↑  “Besiktas officially signs Celtics draftee Colton Iverson”. Sportando.com (2013年8月2日). 2015年9月16日閲覧。
7. ↑  “Celtics Announce 2014 Orlando Summer League Roster”. NBA.com (2014年7月1日). 2015年9月16日閲覧。
8. ↑  “Laboral Kutxa gets center Iverson”. Euroleague.net. (2014年8月12日) 2014年8月12日閲覧。
9. ↑  “Colton Iverson, Jugador de la Jornada 17” (スペイン語). ACB.com. (2015年1月18日) 2015年1月27日閲覧。
10. ↑  “Laboral Kutxa uses option to keep Colton Iverson in Spain”. Sportando.com. (2015年7月17日) 2015年7月17日閲覧。
11. ↑  “Pinar Karsiyaka announces Colton Iverson”. Sportando.com. (2015年8月14日) 2015年8月14日閲覧。
12. ↑  “Baskonia emprenderá acciones legales contra Colton Iverson” (スペイン語). Baskonia. (2015年8月4日) 2015年8月4日閲覧。
13. ↑  Robb, Brian (2016年8月25日). “Celtics Renounce Rights To 2013 Draft Pick Colton Iverson”. cbslocal.com. 2016年8月27日閲覧。
14. ↑  “Colton Iverson joins Maccabi Fox Tel Aviv”. Maccabi.co.il. (2016年9月8日) 2016年9月8日閲覧。
15. ↑  “Colton Iverson officially signs with MoraBanc Andorra”. Sportando.com. (2018年1月24日) 2018年1月24日閲覧。[リンク切れ]
16. ↑  “Colton Iverson signs with Iberostar Tenerife”. Sportando.com. (2018年7月16日).  オリジナルの2018年7月17日時点におけるアーカイブ。 2018年7月16日閲覧。
17. ↑  “Zenit adds size, experience with Iverson”. EuroLeague.net. (2019年7月13日) 2019年7月13日閲覧。
18. ↑  “BC Zenit, Colton Iverson part ways”. Sportando (2020年7月10日). 2020年7月10日閲覧。
19. ↑  “Breakers Sign Import Colton Iverson”. NBL.com.au (2020年9月15日). 2020年9月15日閲覧。